# اولتیماتوم لهستان به لیتوانی

نقشهٔ مناقشات ارضی لیتوانی در ۱۹۳۹، منطقهٔ ویلینوس به رنگ نارنجی و قهوه‌ای

اولتیماتوم لهستان به لیتوانی در ۱۷ مارس ۱۹۳۸ در حالی صادر شد که دولت لیتوانی در اعتراض به تصرف منطقهٔ ویلنیوس از سوی لهستان هر گونه روابط دیپلماتیک با این کشور را رد کرده‌بود. با افزایش تنش‌های پیش از جنگ جهانی دوم در اروپا، لهستان نیاز داشت تا مرزهای شمالی خود را امن کند. پس از اینکه جامعهٔ جهانی آنشلوس (پیوستن اتریش به آلمان نازی) را پذیرفت، لهستان تصمیم گرفت به لیتوانی اولتیماتومی بدهد که باید ظرف ۴۷ ساهت با ورشو روابط دیپلماتیک برقرار کند. این کار عملاً به این معنا بود که لیتوانی از ادعایش بر منطقهٔ ویلنیوس چشم‌پوشی خواهد کرد.
لیتوانی به منظور حفظ صلح اولتیماتوم لهستان را در ۱۹ مارس پذیرفت. بااین‌که در پی این اولتیماتوم روابط دیپلماتیک بین دو کشور برقرار شد، لیتوانی الحاق ویلنیوس به لهستان را به شکل دوژور (رسمی) نپذیرفت. دولت لهستان اولتیماتومی مشابه را همزمان با توافقنامه مونیخ علیه دولت چکسلواکی در ۱۹۳۸ صادر کرد. در هر دو مورد، لهستان از بحران‌های بین‌المللی برای حل مناقشات مرزی درازمدتش استفاده برد.